# Aleksander Wolszczan
Aleksander Wolszczan, (Szczecinek, Polònia, 29 d'abril de 1946) és un astrònom polonès. És el codescobridor dels primers planetes extrasolars i planetes de púlsars.

## Carrera científica

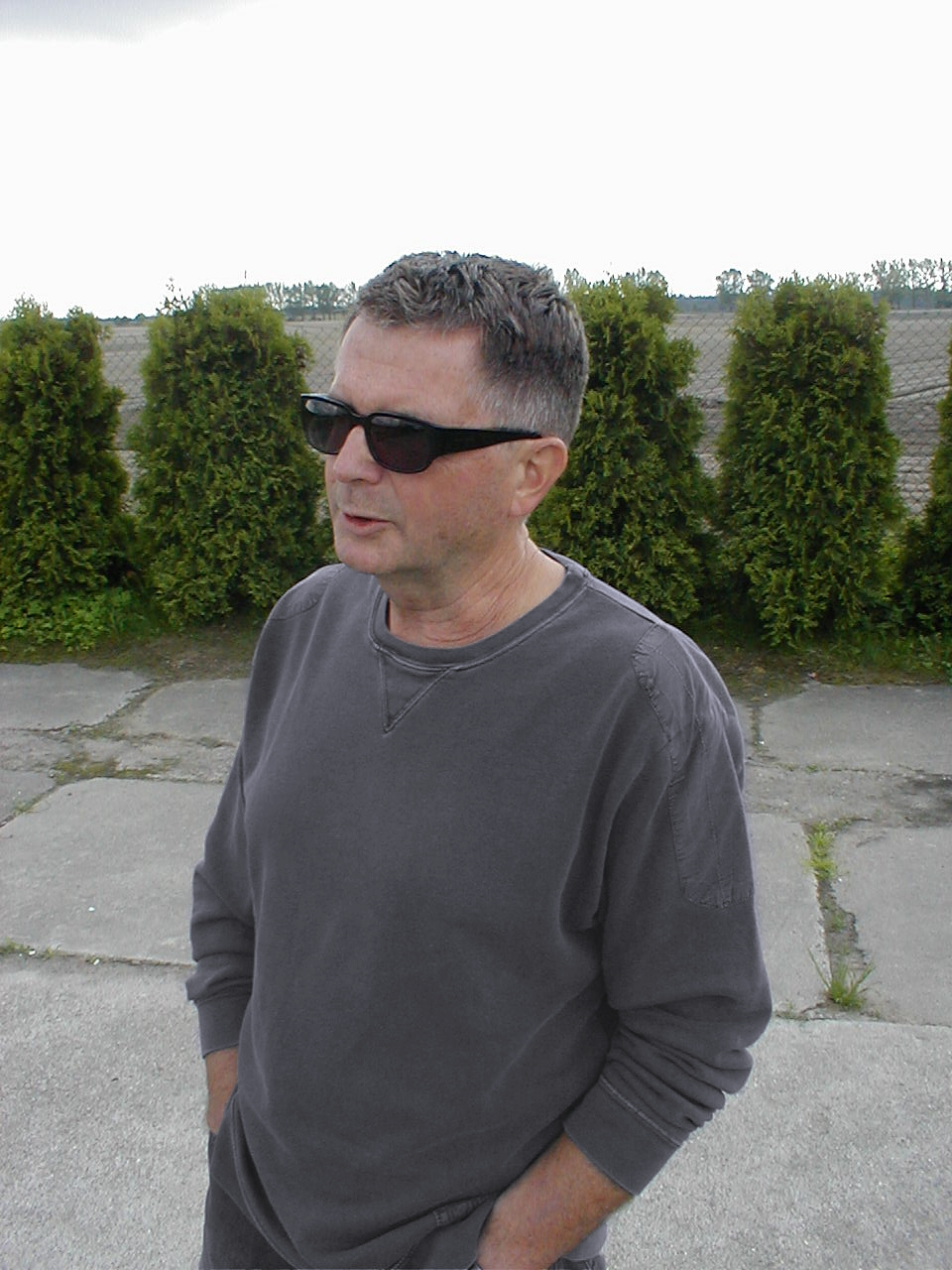
Aleksander Wolszczan

Wolszczan va ser educat a Polònia (va obtenir un màster el 1969 i va rebre el seu Doctorat el 1975 a la Universitat Nicolau Copèrnic a Toruń). El 1982, es va traslladar als EUA per treballar a les universitats de Cornell i Princeton. Més tard es va convertir en professor d'astronomia a la Universitat Estatal de Pennsilvània, on actualment ensenya una classe de "vida en l'univers". De 1994 a 2008, també va ser professor de la Universitat Nicolau Copèrnic a Toruń. És un membre de l'Acadèmia de Ciències de Polònia.
Treballant amb Dale Frail, Wolszczan va dur a terme observacions astronòmiques des del Radiotelescopi d'Arecibo a Puerto Rico, que els va conduir, el 1990, al descobriment del púlsar PSR B1257 + 12. Van mostrar el 1992 que el púlsar orbitaven dos planetes. Els radis de les seves òrbites són 0,36 i 0,47 ua respectivament. Aquest va ser el primer descobriment confirmat de planetes fora del Sistema solar (més de 1.750 són coneguts avui en dia).
El 1996, Wolszczan va ser guardonat amb el Premi Beatrice M. Tinsley per l'American Astronomical Society, i el 2002, va ser representat en un segell polonès.
El 2003 Maciej Kornacki i Wolszczan determinen les inclinacions orbitals dels dos planetes púlsars, el que demostra que les masses reals són d'unes 3,9 i 4,3 masses terrestres, respectivament.
El 2008, la Gazeta Prawna dona a conèixer que entre 1973 fins al 1988 Wolszczan va ser un informant (amb nom en codi "Lange") pel Služba Bezpieczeństwa polonès, que el va confirmar. La seva renúncia va ser acceptada posteriorment pel rector de la Universitat Nicolau Copèrnic a Toruń.